# 高氙酸
高氙酸（化学式：H4XeO6）是氙的一种含氧酸，只存在于水溶液中。它形成的盐是高氙酸盐。

## 制备
高氙酸可以由四氧化氙和水反应而成：
{\displaystyle {\ce {XeO4 + 2 H2O -> H4XeO6}}}
高氙酸根 XeO64− 可以通过氙酸 H2XeO4的歧化反应而成：
{\displaystyle {\ce {2HXeO4_{(aq)}- + 2OH_{(aq)}- -> XeO6_{(aq)}^{4}- + Xe + O2 + 2H2O_{(l)}}}}

## 性质
类似氙酸，高氙酸是一种强氧化剂。高氙酸的结构类似原碲酸和原高碘酸。
高氙酸无法被提纯，因为在酸性条件下高氙酸会迅速分解成三氧化氙、水和氧气。
{\displaystyle {\ce {HXeO6^{3}- + 3H+ -> XeO3 + 2H2O + {\frac {1}{2}}O2}}}
由于这个分解反应，把 H3XeO6− 质子化成H4XeO6 是不可能的。

## 扩展阅读
- Walter C. Hamilton, James A. Ibers, Donald R. Mackenzie. . Science. 1963-08-09: 532–534. doi:10.1126/science.141.3580.532.